# SK증권
SK증권은 1955년 7월 신우증권으로 출발하여 1986년 9월 증권거래소에 상장하였다. 1992년 2월 선경그룹으로 편입되었으며, 1998년 1월 사명을 선경증권에서 SK증권으로 변경하였다. 2015년 8월 SK그룹의 지주사 전환으로 공정거래법상 매각을 추진하여 2018년 7월 사모펀드인 J&W파트너스에 인수되었다. 주요 사업은 증권업, 기업어음의 매매, 중개, 채권, 투자신탁, 수익증권의 매매 등이다